# 316201 Malala
316201 Malala è un asteroide della fascia principale. Scoperto nel 2010, presenta un'orbita caratterizzata da un semiasse maggiore pari a 3,0972733 UA e da un'eccentricità di 0,2109747, inclinata di 15,74623° rispetto all'eclittica.